# Nicomedia
Nicomedia era un'antica città dell'Anatolia (dal greco Νικομήδεια, oggi la moderna İzmit in Turchia). Fu fondata attorno al 712/711 a.C. come colonia megarese con il nome di Astacus. Dopo la sua distruzione ad opera di Lisimaco fu ricostruita intorno al 264 a.C. dal re ellenistico Nicomede I, che le diede il nome.

## Storia

### Al tempo dei Seleucidi (264-64 a.C.)
Nicomedia fu fondata nel 264 a.C. dal re Nicomede I, re di Bitinia, vicino al sito dell'antica città di Astacos, colonia di Megara, poi distrutta da Lisimaco. Qui Annibale trascorse i suoi ultimi anni (attorno al 183 a.C.), suicidandosi nei pressi di Libyssa (Gebze). Qui a Nicomedia si rifugiò Prusia II, re di Bitinia dal 181 a.C., il quale, dopo essersi scontrato tra il 156 e il 154 a.C. con Attalo II, re di Pergamo, era stato costretto da Roma a rinunciare alle proprie conquiste, oltre a pagare un pesante tributo. A Nicomedia egli fu ucciso presso il tempio di Giove nel 149 a.C. dal figlio Nicomede II, che Prusia aveva tentato di escludere dalla successione.
Nell'85 a.C. il consolare Lucio Valerio Flacco fu costretto a fuggire da Bisanzio ed a rinchiudersi a Nicomedia, dove poco dopo fu raggiunto dal rivoltoso Gaio Flavio Fimbria, il quale lo fece catturare e decapitare, gettando la sua testa in mare e lasciando il corpo senza sepoltura. Nel corso della terza guerra mitridatica, Mitridate VI si rifugiò nella città di Nicomedia con parte della flotta, mentre il generale romano Lucio Licinio Lucullo stava assediando Lampsaco (nel 73 a.C.). Sesto Pompeo dopo essere stato sconfitto nella battaglia di Nauloco dalle forze navali di Marco Vipsanio Agrippa, generale di Ottaviano, si rifugiò in Oriente, dove chiese aiuti finanziari e militari dalle città di Nicea e Nicomedia, ottenendoli (nel 36-35 a.C.).

### Epoca romana (64 a.C.-395 d.C.)
Lo storico Arriano nacque in questa città. Nel 64 a.C. divenne capitale della provincia di Bitinia e Ponto. La città fu probabilmente visitata dall'Imperatore Marco Aurelio nel corso del suo viaggio in Oriente del 175-176, a seguito della ribellione di Avidio Cassio; dall'Imperatore Settimio Severo durante il periodo delle campagne partiche degli anni 197-198. Vi trascorse l'inverno del 214/215 l'imperatore Caracalla in vista delle campagne contro i Parti e pochi anni più tardi anche Elagabalo nel 218/219. Ancora potrebbe essere stata visitata dall'Imperatore Gordiano III durante il periodo delle campagne sasanidi degli anni 242-244.
Nel 256 una nuova invasione di Goti percorse il Mar Nero via mare, avanzando fino al lago di Fileatina (l'attuale Durusu) ad occidente di Bisanzio. Da qui proseguirono fin sotto le mura di Calcedonia. Molte altre importanti città della Bitinia, come Prusa, Apamea e Cio furono saccheggiate dalle armate gotiche, mentre Nicomedia e Nicea furono date alle fiamme. Pochi anni più tardi, nel 261-262, la città fu nuovamente devastata ed incendiata da un'invasione di armate gotiche.
Qui fu elevato al rango di Augusto, Diocleziano il 20 novembre del 284, tanto che lo stesso la scelse come una delle sue capitali del nuovo sistema tetrarchico della parte orientale dell'Impero per la sua posizione strategica, nelle vicinanze dello stretto dei Dardanelli e del Bosforo. E infatti sotto Diocleziano venne molto arricchita e nel 305 vi fu costruito un ippodromo, un anno dopo i Decennalia di regno. Nel 311 la città vide promulgare un editto di tolleranza verso i Cristiani. Tale editto concedeva una indulgenza ai Cristiani, ovvero i cittadini che avendo "assecondato un capriccio erano stati presi da follia e non obbedivano più alle antiche usanze". Il documento affermava che:
Il 25 luglio del 325 furono, invece, celebrati i Decennalia di Costantino I, in occasione dei suoi vent'anni di regno.
Perse il ruolo di centro dell'Impero nel 330, con il trasferimento della capitale a Costantinopoli, sebbene Costantino I morisse in una villa imperiale non molto distante da Nicomedia nel 337. Qui si trasferì Costanzo Gallo nel settembre del 354. Fu distrutta da un terremoto nella primavera del 357, pochi anni prima che qui vi facesse visita l'imperatore Flavio Claudio Giuliano (inizi del 362). Ecco come viene descritta la città e le sue rovine, dallo storico Ammiano Marcellino, contemporaneo agli eventi:
(Ammiano Marcellino, Storie, XXII, 9.3-5.)
Poco dopo la città fu distrutta nuovamente da un altro terremoto il 2 dicembre del 362. Nel V secolo fu un centro dell'arianesimo. Della città antica oggi resta solo qualche rovina del Palazzo imperiale di Diocleziano, tracce dell'acquedotto, una fontana del II secolo e resti nelle vicinanze del porto.
Il 24 agosto del 358, un terribile terremoto provocò ampi danni alla città, a cui seguì un devastante incendio che ne completò la distruzione. Nicomedia fu ricostruita, anche se su scala più ridotta.

#### Archeologia della città romana
Nicomedia fu centro per la lavorazione del marmo bitinio e seppure tra le rovine, ci sono rimaste numerose testimonianze del periodo dioclezianeo e tetrarchico, come i bagni di Caracalla, ingranditi da Diocleziano quando elesse Nicomedia a sua capitale in Oriente. Fu inoltre costruito un circo, inaugurato un anno dopo i vicennalia di regno di Diocleziano (vent'anni, festeggiati il 20 novembre del 304), come ci racconta anche lo stesso Lattanzio:
(Lattanzio. De mortibus persecutorum, XVII, 4.)

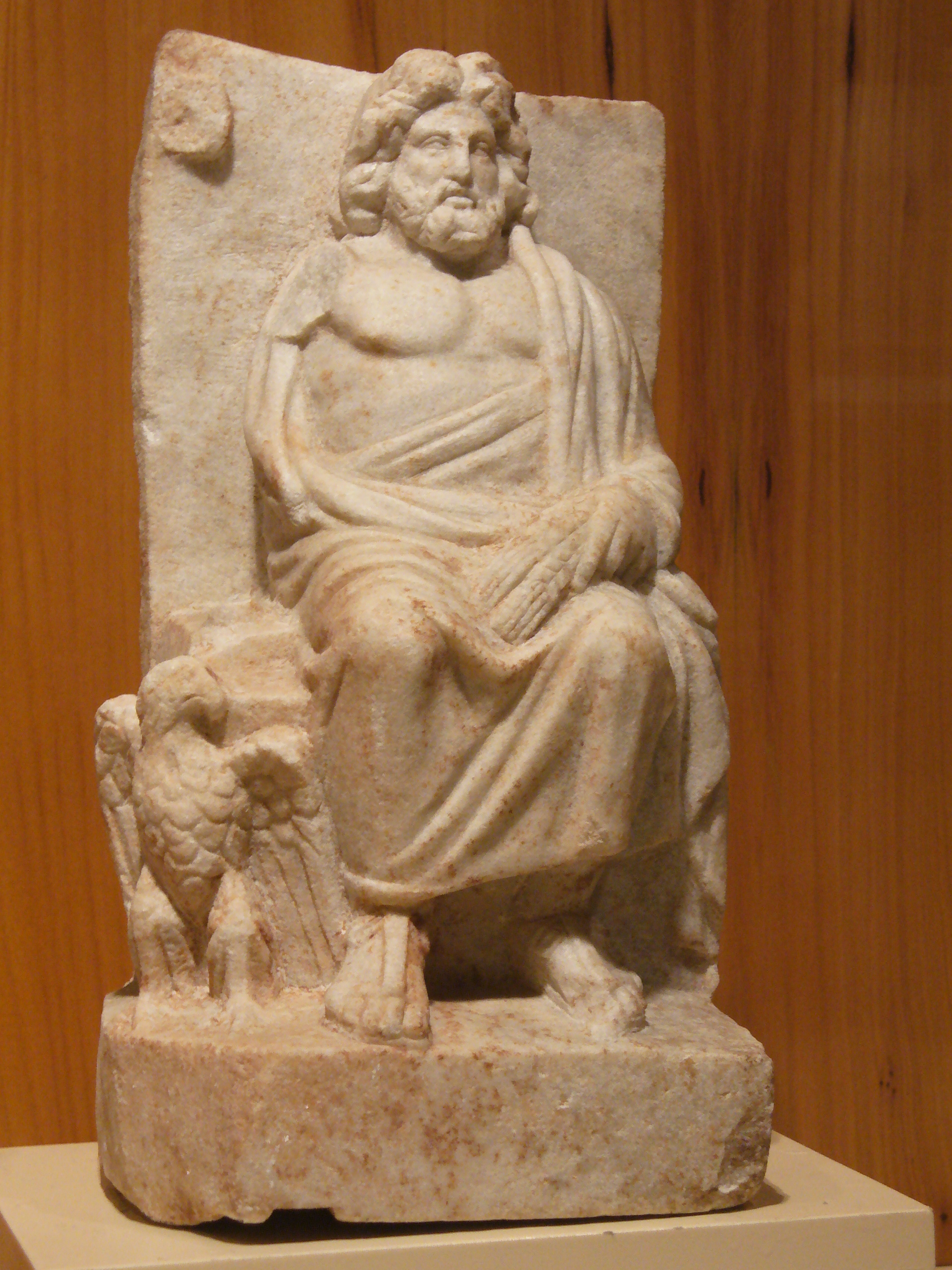
Statua di Giove oggi al Musei archeologici di Istanbul

### Epoca bizantina (395-1337)
Nel VI secolo, sotto l'imperatore Giustiniano, la città tornò ad essere ampliata con nuovi edifici pubblici. Posizionata sulla strada che conduceva alla capitale Costantinopoli, la città rimase un importante centro militare, giocando un ruolo importante nelle campagne tra l'Impero bizantino ed i vicini Arabi.
Dall'840 in poi, Nicomedia divenne la capitale della thema Optimaton seppure la popolazione continuasse ad invecchiare e la città venisse gradualmente abbandonata, come viene descritto dal geografo arabo, Ibn Khordadbeh. L'insediamento andava così progressivamente restringendosi fino a limitarsi alla sola cittadella in collina. Nel 1080, la città servì come base militare ad Alessio I per le sue campagne contro il turchi Selgiuchidi, durante la prima e la seconda crociata. La città rimase nel possesso dell'Impero latino tra il 1204 ed il 1240, quando fu recuperato da Giovanni III Vatatze. Rimase così sotto il controllo dell'Impero bizantino per più di un secolo, ma dopo la sconfitta bizantina nella battaglia di Bafeo del 1302, rimase sotto la continua minaccia delle armate ottomane. La città fu assediata per due volte da parte degli Ottomani (nel 1304 e 1330) prima di soccombere definitivamente nel 1337.

## Resti

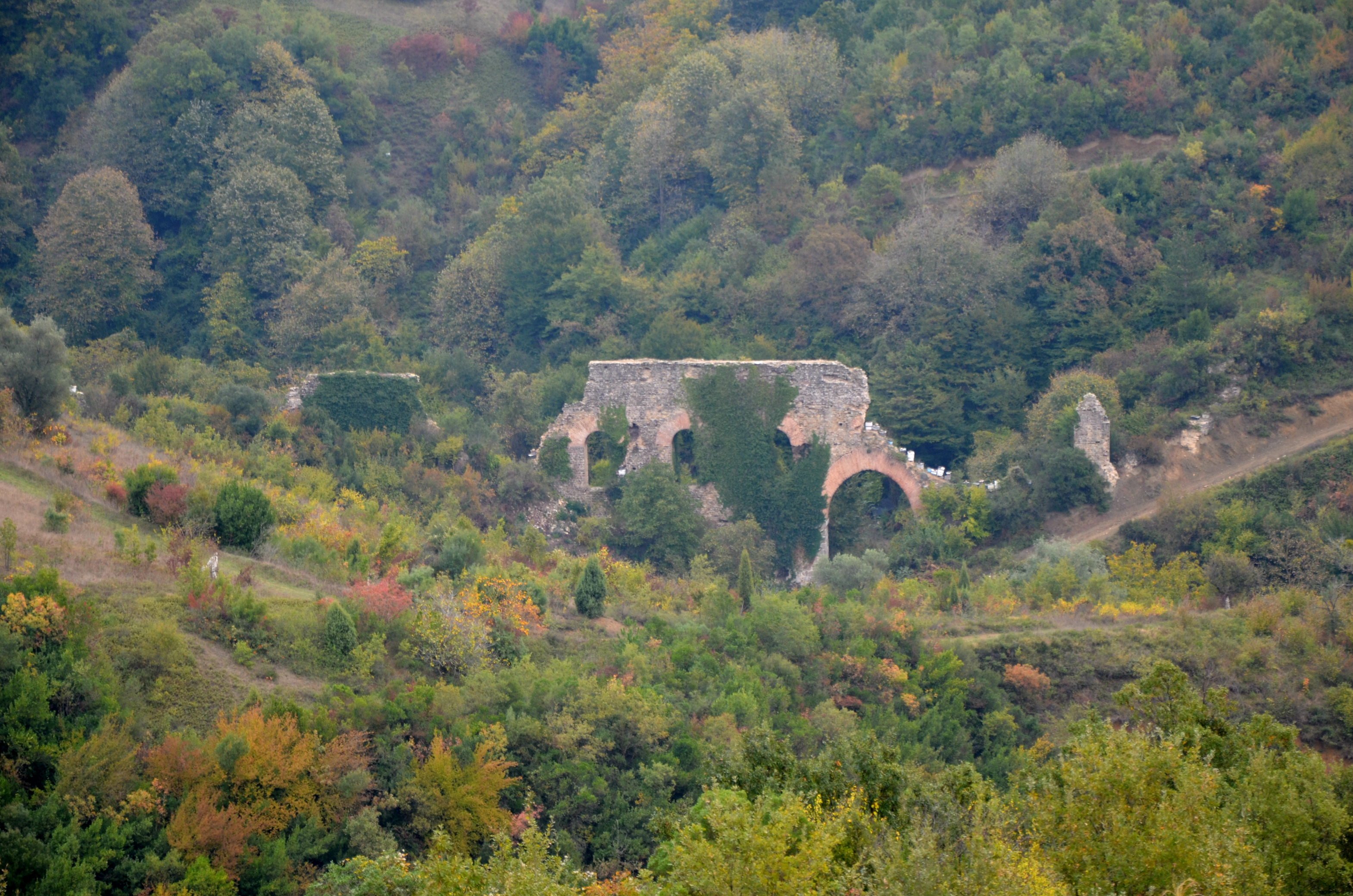
Resti dell'acquedotto romano

Le rovine di Nicomedia sono sepolte sotto la moderna città densamente popolata di İzmit, cosa che ha ampiamente ostacolato lo scavo completo. Prima che si verificasse l'urbanizzazione del XX secolo, si potevano vedere rovine selezionate della città di epoca romana, in particolare sezioni delle mura difensive romane che circondavano la città e molteplici acquedotti che un tempo fornivano l'acqua di Nicomedia. Altri monumenti includono le fondamenta di un ninfeo in marmo del II secolo d.C. in via Istanbul, una grande cisterna nel cimitero ebraico della città e parti del muro del porto.
Il terremoto di İzmit del 1999, che ha seriamente danneggiato la maggior parte della città, ha portato anche a importanti scoperte dell'antica Nicomedia durante la successiva rimozione dei detriti. È stata scoperta una ricchezza di statue antiche, comprese le statue di Ercole, Atena, Diocleziano e Costantino.
Negli anni successivi al terremoto, la Direzione culturale provinciale di Izmit si è appropriata di piccole aree per lo scavo, tra cui il sito identificato come Palazzo di Diocleziano e un vicino teatro romano. Nell'aprile 2016 è stato avviato uno scavo più ampio del palazzo sotto la supervisione del Museo di Kocaeli, che ha stimato che il sito copre 60000 metri quadrati.